# 慧琳 (刘宋)
慧琳（？—？），俗姓劉，秦郡秦縣（今江苏南京六合区北）人，南朝宋僧人。
少年出家为名僧道渊的弟子，住建康（今江苏南京）冶城寺。学问渊博，史称其“有才章，兼外内之学”，精研佛教经义，通晓儒家典籍及老庄思想。为人俳谐好语笑，才情卓越，有才辩，善文辞。有文集十卷，注《孝经》及《庄子·逍遥游》及《老子道德经》等。与庐陵王刘义真等往来，曾著《均善论》（《白黑论》），假借白学先生与黑学道士之辩论，对佛教般若学“六家七宗”之一本无宗的“本无”说进行了批评。批评佛教鬼神迷信及般若本无论。指出佛教鬼神之说荒诞无稽，主张废鬼神之说，认为神佛崇拜劳民伤财，倡修利迁善。深得宋文帝刘义隆赏识。元嘉年间参与朝廷机要，商讨国家大事，宾客盈门，寺前常有车马数十辆，权势颇大，时有“黑衣宰相”之称。